# Bertrand Gille
Bertrand Gille (Valence, 24 marzo 1978) è un ex pallamanista e dirigente sportivo francese, direttore sportivo del Chambéry.

## Carriera
Di ruolo pivot e numero 14 dell'Amburgo e della Nazionale francese di pallamano. Ha un fratello maggiore, Guillame, così come un fratello minore Benjamin che hanno lo stesso background sportivo . Considerato uno dei migliori Pivot del mondo, nel 2002 è stato votato miglior giocatore di pallamano dell'anno. Nella squadra nazionale francese dal 1997 al 2013, è stato doppio campione olimpico (2008 e 2012), doppio campione europeo (2006 e 2010) e "solo" doppio campione del mondo (2001 e 2011), avendo deciso di prendersi una pausa con la squadra nazionale, quando la Francia ha vinto il titolo anche nel 2009.